# Capo Vaticano

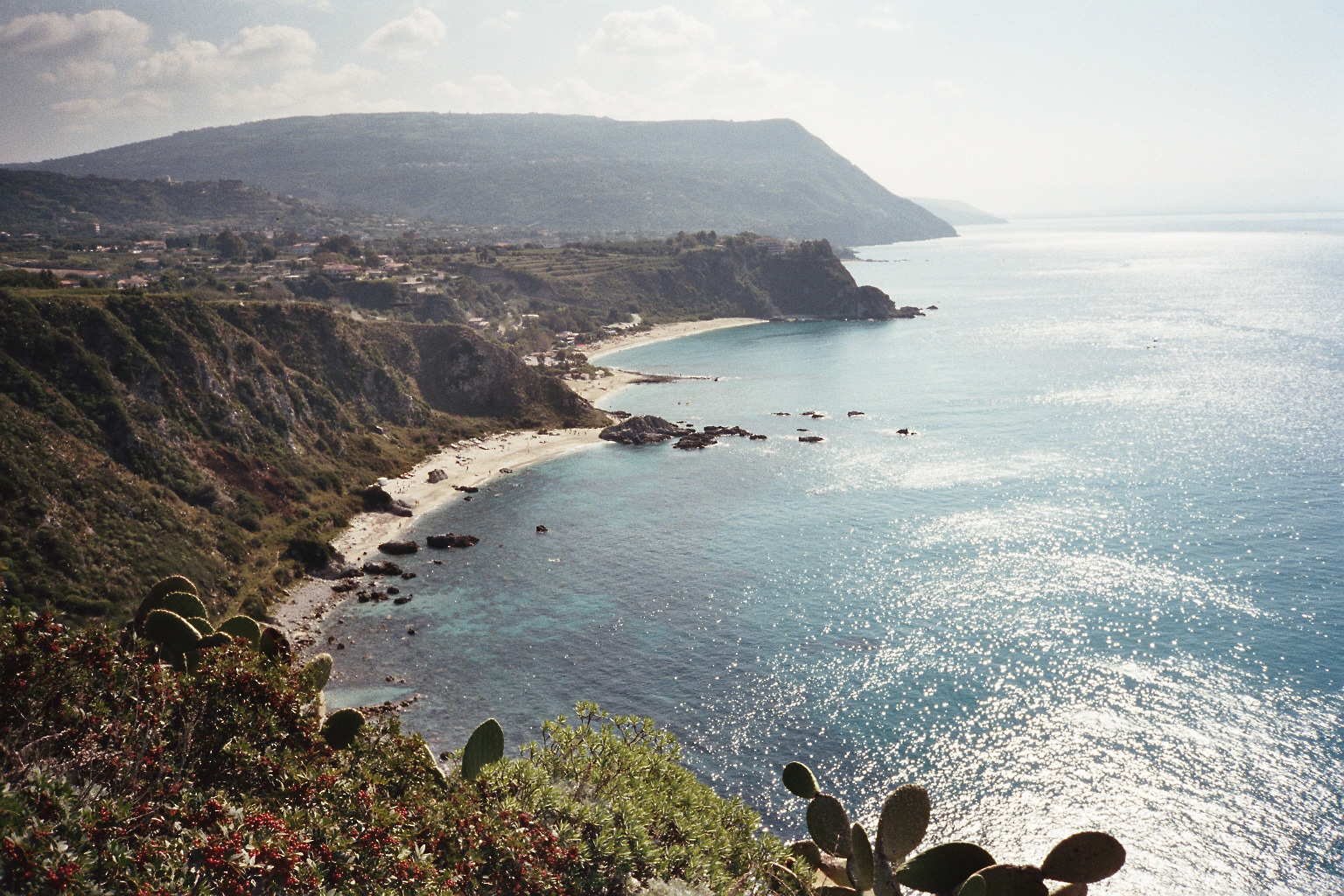
Blick nach Südost über die Strände von Ricadi

Das Capo Vaticano ist ein auf einem Felsvorsprung gelegenes Kap in Kalabrien in der Gemeinde Ricadi.
Vom Kap aus bietet sich ein weiter Blick bis zur Straße von Messina (Stretto di Messina) und alle Äolischen Inseln (Stromboli, Vulcano, Lipari, Salina, Filicudi, Alicudi und Panarea). Bei guter Sicht sind die hohen Strompfeiler zu erkennen, über die Sizilien einst von Kalabrien aus oberirdisch mit elektrischem Strom versorgt wurde.
Mit dem Vatikan hat der Ort nichts zu tun. Der Name bezieht sich auf ein Orakel, das in Zeiten der Besiedlung durch Griechen von den Seefahrern besucht worden ist. Von dieser historischen Stätte entstammt der ursprüngliche Name Capo dei Vaticinii (deutsch: Kap der Prophezeiungen). Am eigentlichen Kap befindet sich der Leuchtturm im abgesperrten Gelände. Ein Parkplatz und ein touristischer Pfad sowie eine kleine Gaststätte ergänzen das touristische Angebot.

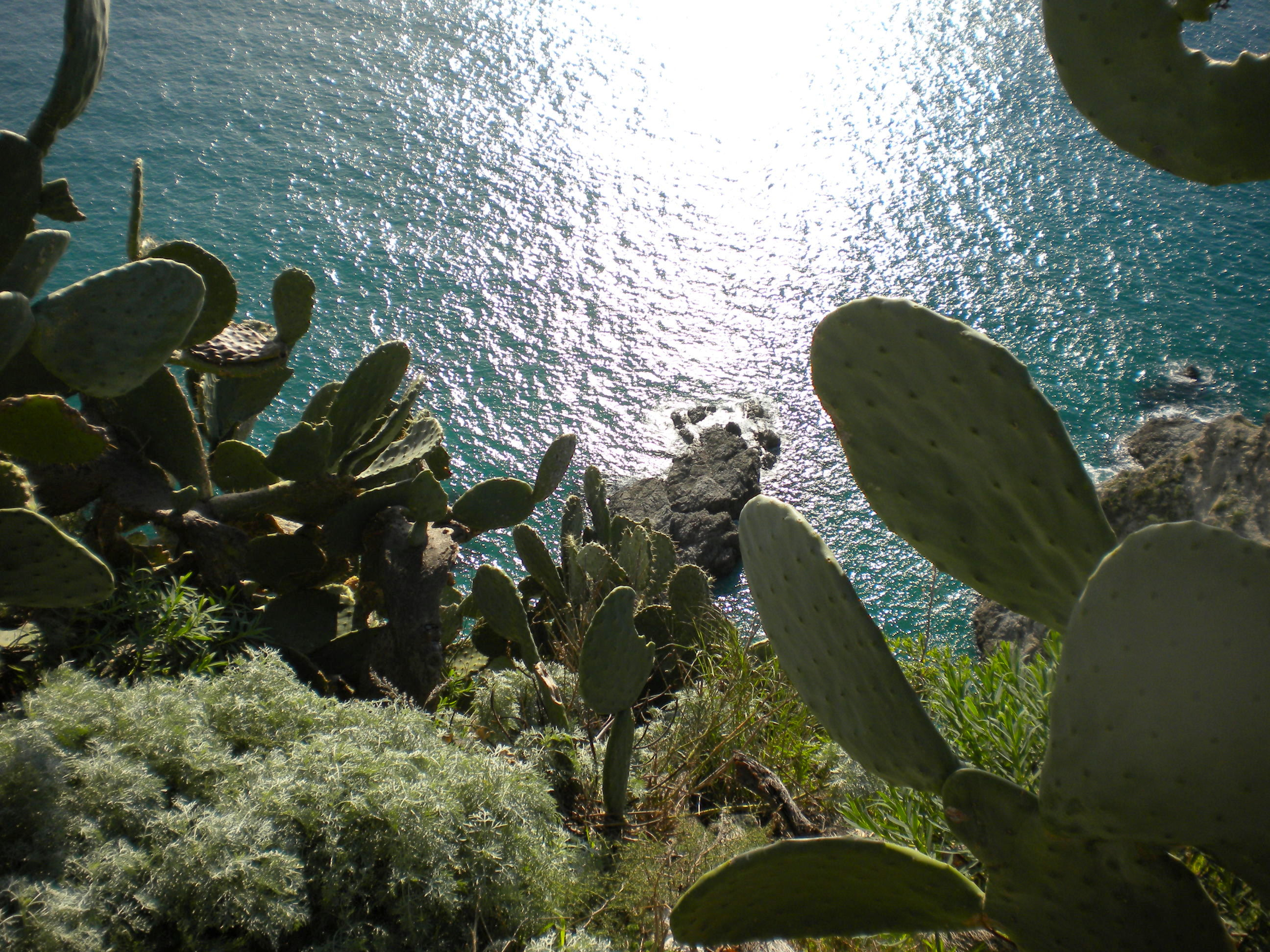
Feigenkakteen am Capo Vaticano
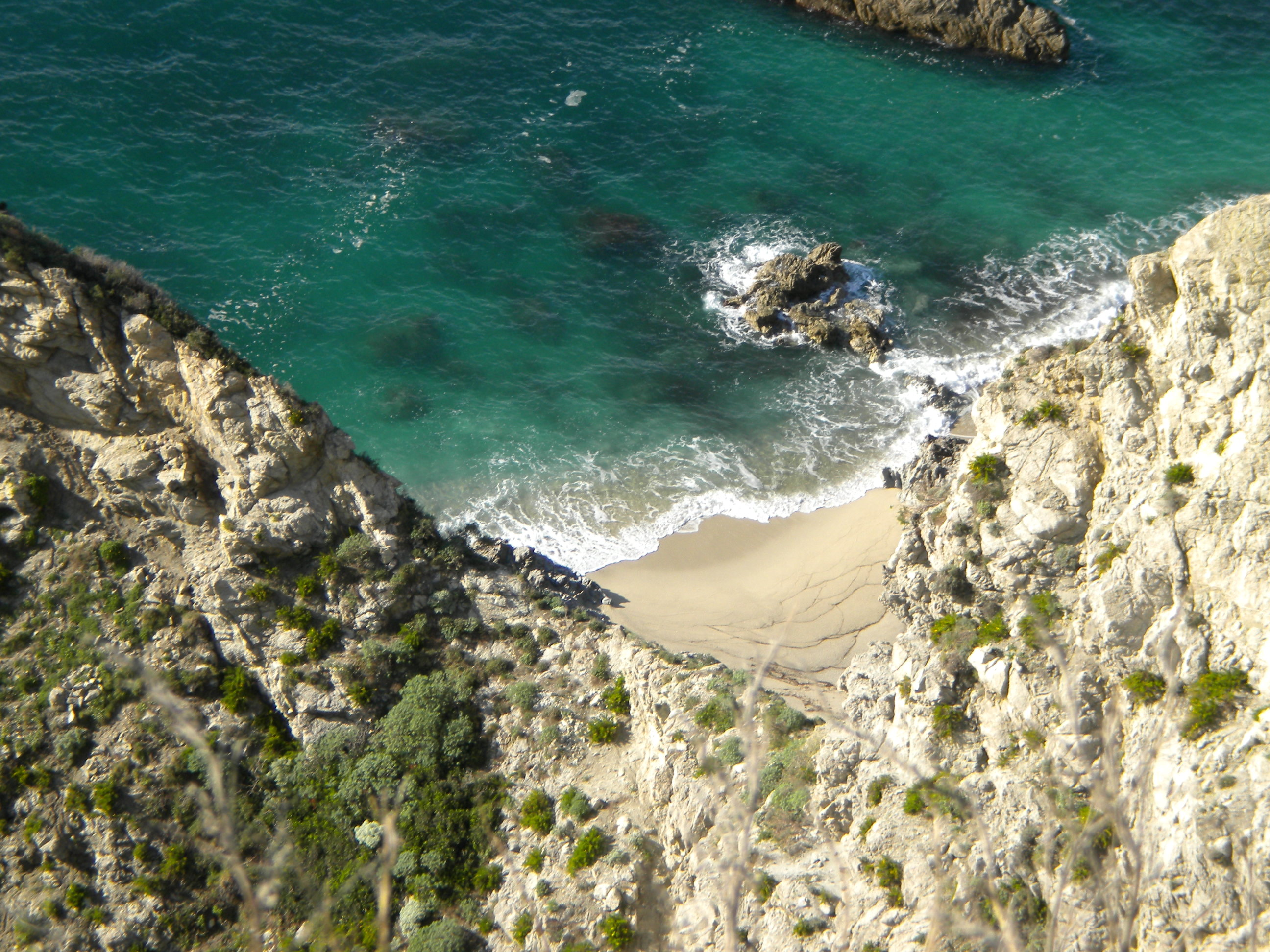
Felsen, Bucht und Meer
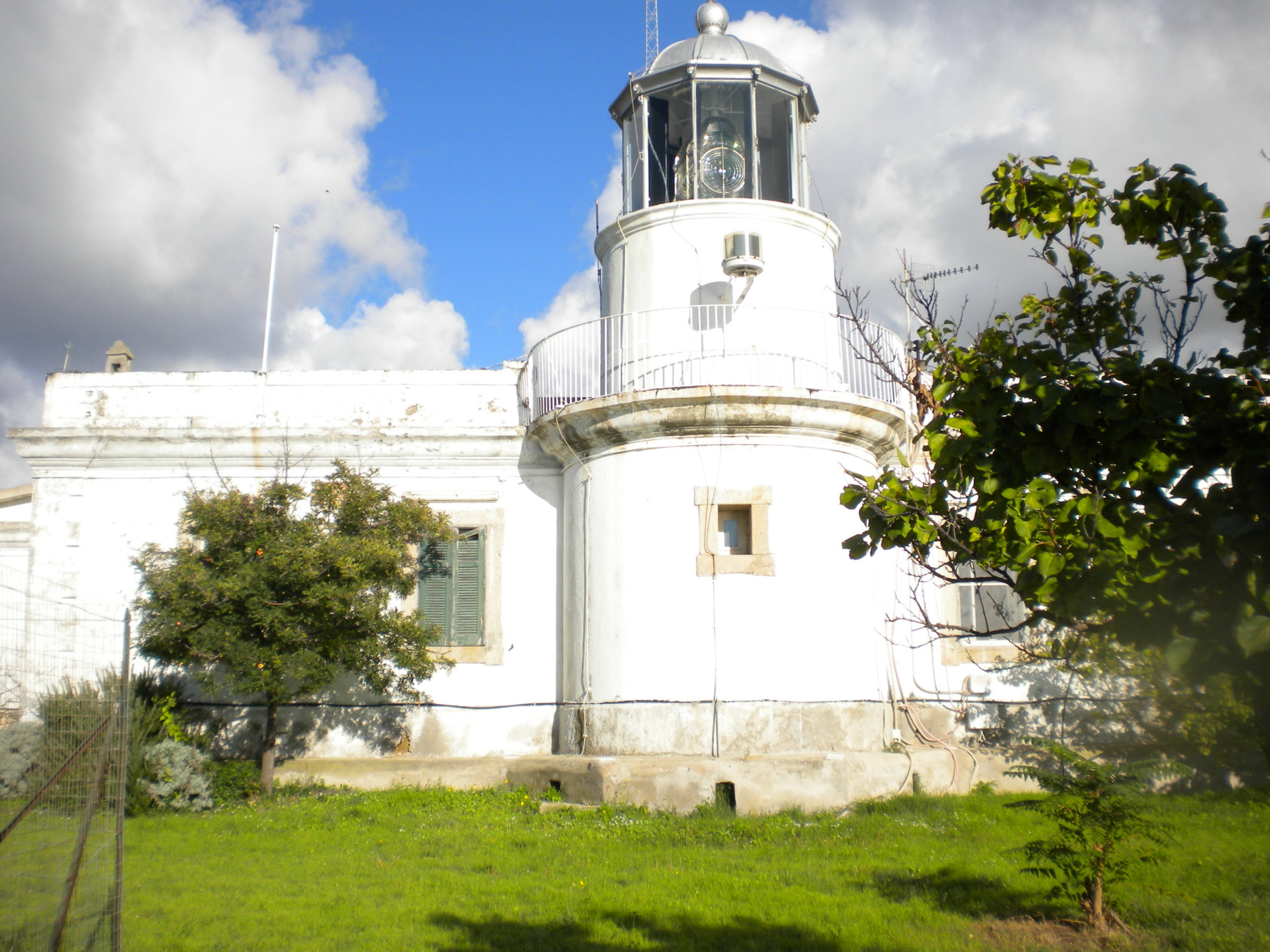
Der Leuchtturm
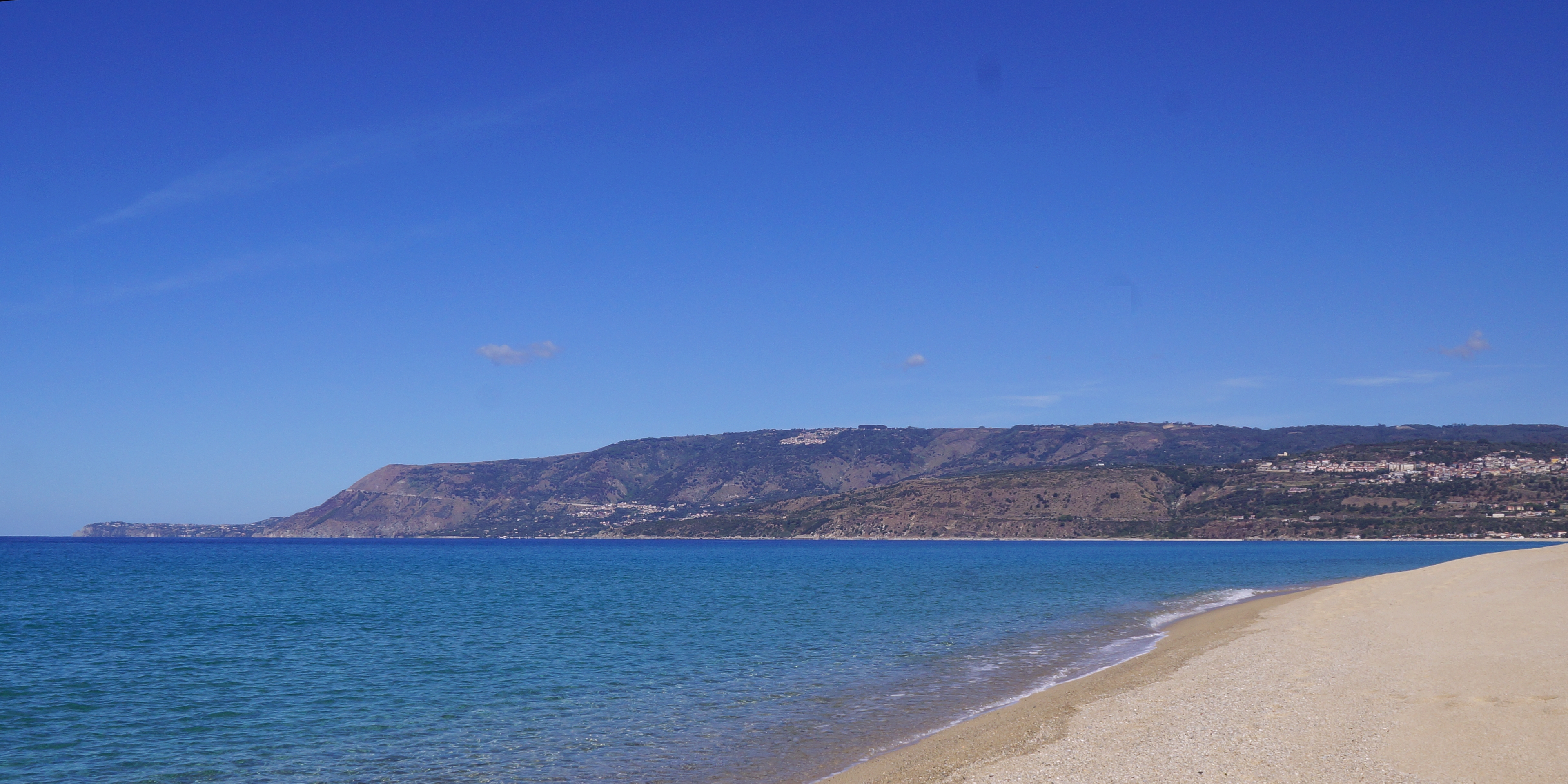
Capo Vaticano an nordwestlichen Rand (links) der Bucht von Nicotera